# Таращанский район
Тара́щанский райо́н (укр. Таращанський район) — упразднённая административная единица на юге Киевской области Украины. Административный центр — город Тараща (посёлок городского типа с 1925 года до 5 октября 1957 года).

## География
Площадь — 758 км2.

Район граничит на севере с Ракитнянским районом Киевской области, на юге — с Лысянским районом Черкасской области, на западе — с Белоцерковским и Ставищенским, на востоке — с Богуславским районами Киевской области.

## История
Район образован в 1923 году. 17 июля 2020 года в результате административно-территориальной реформы район вошёл в состав Белоцерковского района.

## Демография
Население района составляет 36 423 человека (данные 2006 г.), в том числе в городских условиях проживают около 13 307 человек. Всего насчитывается 35 населённых пунктов.

## Административное устройство
Количество советов:
- городских — 1
- сельских — 23

Количество населённых пунктов:
- городов районного значения — 1
- сёл — 34

## Населённые пункты
Список населённых пунктов района находится внизу страницы

## Известные уроженцы
- Вовченко, Иван Антонович (1905—1976) — советский военный деятель, генерал-майор танковых войск (1943 год).